# ذهبي متساوي
الذهبي المتساوي (الاسم العلمي: Isochrysis) هو جنس من الأسناخ الصبغية يتبع الفصيلة الذهبية المتساوية من رتبة الذهبيات المتساوية.

## أنواع الذهبي المتساوي
- ذهبي متساوي بارزدي
- ذهبي متساوي شاطئي
- ذهبي متساوي بحري
- ذهبي متساوي عاري
- ذهبي متساوي جنجيانغي